# Playa de la Caracola
La playa de la Caracola es una playa de arena del municipio de Benicarló en la provincia de Castellón (España).
Esta playa limita al norte con la playa Gurugú y al sur con la playa norte de Peñíscola y tiene una longitud de 240 m, con una amplitud de 46 m.
Se sitúa en un entorno urbano, disponiendo de acceso por calle y carretera. Cuenta con paseo marítimo y aparcamiento delimitado. Cuenta con acceso para minusválidos. Es una playa balizada con zona balizada para salida de embarcaciones..
Esta playa cuenta con el distintivo de Bandera Azul desde 2003
- Datos: Q3390877